# اورمزبی (مینه‌سوتا)
اورمزبی، مینه‌سوتا (به انگلیسی: Ormsby, Minnesota) یک شهر در ایالات متحده آمریکا است که در مینه‌سوتا واقع شده‌است.

## خصوصیات
اورمزبی ۰٫۹۱ کیلومترمربع مساحت و ۱۳۱ نفر جمعیت دارد و ۳۶۷ متر بالاتر از سطح دریا واقع شده‌است.